# ジフロン・ヤアコヴ
ジフロン・ヤアコヴ（ヘブライ語：זכרון יעקב）は、イスラエル北部の町でハデラ市の北方12キロに位置する。旧農村型入植地モシャバの伝統を継ぐ。カルメル山麓の南側に位置し、地中海に臨む。中心部は小高い丘の上にある。
歴史的にロスチャイルド家との関係が深く、同家の投資によるワイン工場がある。また、町で最も古い通りである「ハ・メヤスディム（創設者）通り」は現在歩行者専用道路となっており、ワイン販売店などの多さから「ワイン通り」として観光名所となっている。

## 地域区分と行政的地位
地域区分としてはハイファ地区に属する。自治体と認められたのは1950年で、行政的地位は市（イール）ではなく町（モアツァ・マコミート）。管区領域は3,200万平方メートル（32,000ドゥナム）。

## 人口規模と生活水準
人口規模は、16,400人（イスラエル首相府中央統計局（2005年12月時点））。住民のほとんどがユダヤ人で、生活水準は比較的高い。イスラエル全国平均の月収6,008新シェケル（17万円程度）に対して、ジフロン・ヤアコヴの平均月収は9,934新シェケル（28万円程度）。

## 町名の由来
ジフロン・ヤアコヴとは「ヤコブ（ヤアコヴ）の思い出」という意味のヘブライ語。イシューブ（パレスチナのユダヤ人社会）の父と呼ばれたエドモンド・ド・ロスチャイルド男爵の父であるフランス・ロスチャイルド家の創設者「ジェームス・メイアー・デ・ロスチャイルド」のヘブライ語号であるヤコブ（ヤアコヴ）にちなむ。

## 歴史
現在イスラエルなどが存在する地中海沿岸東部地方をオスマン帝国が支配していた1982年、ルーマニアからやって来たユダヤ人入植移民達の手によって、ジフロン・ヤアコヴは創設された。
最初の2年間、ジフロン・ヤアコヴ入植村は近くにあったアラブ村の名に因み「ザマリーン（笛吹き達という意のアラビア語）」と呼ばれた。
創設者達はユダヤ人自身による国家建設を目指すシオニズムの先駆的なヒバット・ツィオン（シオン愛好）運動の流れを汲む人々で「ホベベイ・ツィオン（シオン愛好家）」と呼ばれた一連の団体に所属する人々であった。